# Михаэлибад (станция метро)
«Михаэлибад» (нем. Michaelibad) — станция Мюнхенского метрополитена, расположенная на линии  между станциями «Инсбрукер Ринг» и «Квиддештрассе». Станция находится на границе районов Берг ам Лайм (нем. Berg am Laim) и Рамерсдорф-Перлах (нем. Ramersdorf-Perlach).

## История
Открыта 18 октября 1980 года в составе участка «Шайдплац» — «Нойперлах Зюд». С момента открытия и до 29 мая 1999 года, станция обслуживалась линией U8, которая в 1988 году была переименована в . С 27 октября 1988 года станция обслуживается линией .

## Архитектура и оформление
Двухпролётная колонная станция мелкого заложения. Стены станции облицованы округленными зелёными цементо-волокнистыми плитами. Колонны отделаны жёлтым и зелёным кафелем. Пол выложен бетонными блоками в мотиве гальки Изара, потолки облицованы алюминиевыми панелями. Имеет два выхода по обоим концам платформы. Южный выход ведёт через пандус в подземный вестибюль и дальше на поверхность. Примерно на высоте человеческого роста по всей путевой стене проходит красная полоса.

## Таблица времени прохождения первого и последнего поезда через станцию

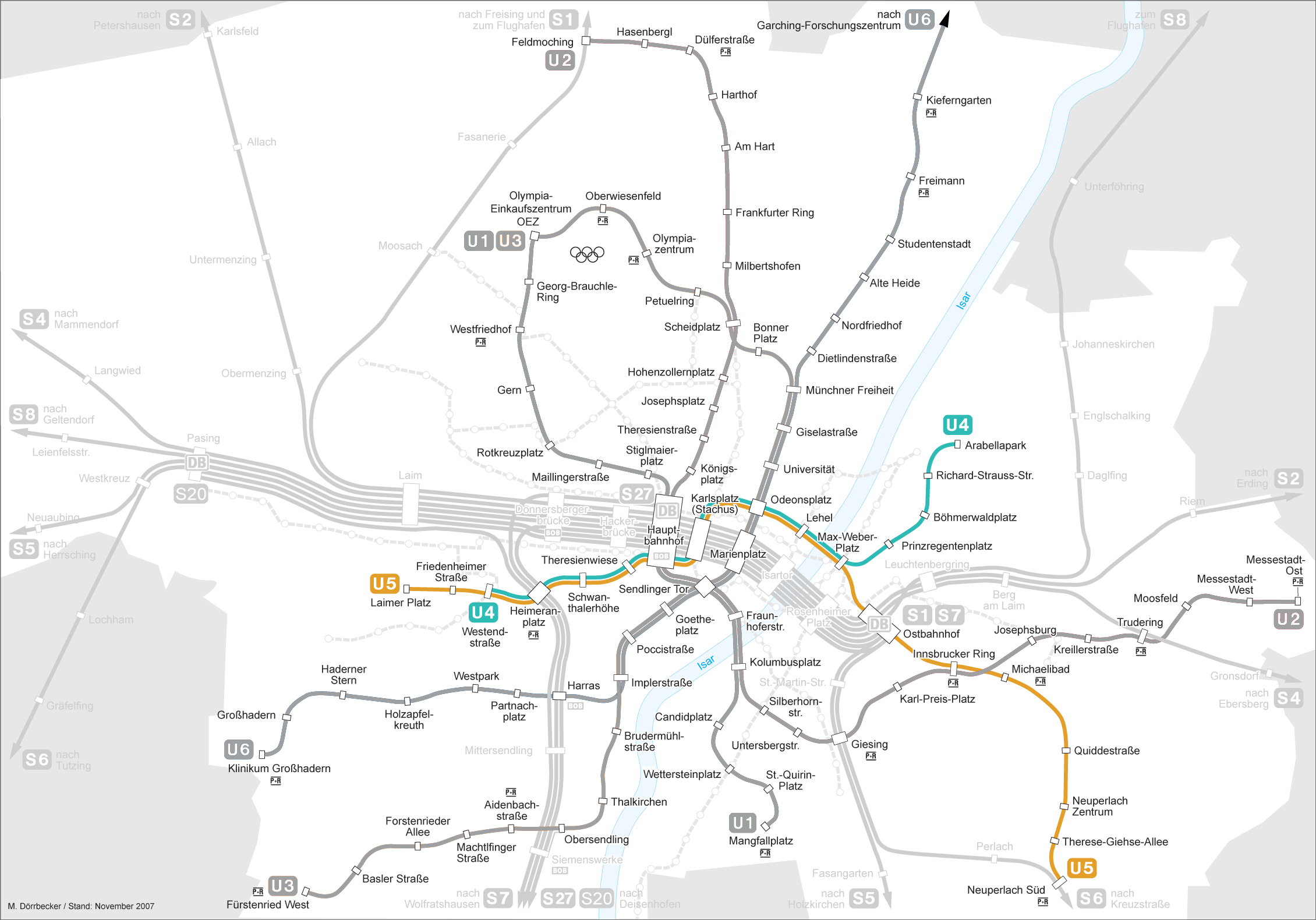
Сеть линий и мюнхенского метро

|                                    | Воскресенье — Четверг (ч:мм) | Пятница — Суббота (ч:мм) |
|                                    | первый                       |                          |
| последний                          |                              |                          |
| В сторону станции «Инсбрукер Ринг» | 4:18                         | 4:18                     |
| В сторону станции «Инсбрукер Ринг» | 1:00                         | 2:00                     |
| В сторону станции «Квиддештрассе»  | 4:48                         | 4:48                     |
| В сторону станции «Квиддештрассе»  | 1:31                         | 2:31                     |

## Пересадки
Проходят автобусы следующих линий: 195 и 199. Есть перехватывающая парковка на 236 мест.
| Предыдущая станция | Расстояние | Линия | Расстояние | Следующая станция |
| ------------------ | ---------- | ----- | ---------- | ----------------- |
| Инсбрукер Ринг     | 982 м      |       | 1708 м     | Квиддештрассе     |